# Žďár nad Orlicí
Žďár nad Orlicí är en ort i Tjeckien. Den ligger i den centrala delen av landet, 120 km öster om huvudstaden Prag. Žďár nad Orlicí ligger 258 meter över havet och antalet invånare är 427.
Terrängen runt Žďár nad Orlicí är huvudsakligen platt, men åt nordost är den kuperad. Runt Žďár nad Orlicí är det ganska tätbefolkat, med 120 invånare per kvadratkilometer. Närmaste större samhälle är Hradec Králové, 19,5 km nordväst om Žďár nad Orlicí. I omgivningarna runt Žďár nad Orlicí växer i huvudsak blandskog.